# Родригес Сальвадор, Антонио
Антонио Родригес Сальвадор (исп. Antonio Rodríguez Salvador; род. 22 декабря 1960, Тагаско, Куба) — кубинский поэт, писатель, драматург и экономист, доцент на кафедре испанского языка и культуры речи в университете имени Хосе Марти и драматургии в Педагогическом университете имени Сильверио Бланко в Санкти-Спиритус. Известный латиноамериканский писатель.

## Биография
Антонио Родригес-Сальвадор родился 22 декабря 1960 года в Тагаско, в провинции Санкти-Спиритус на Кубе. Он был сыном Хоакина-Антонио Родригеса-Кастро, который также был поэтом, заслужившим признание критиков. Его сочинения были изданы в 1950 году в сборнике «Цветы колоколен» и нескольких антологиях, среди которых была книга «200 лет сонету на Кубе».
Окончил среднюю и военную школы. В 1983 году получил степень бакалавра по экономике в Центральном университете Лас-Вильяс. Во время обучения в университете в 1979 году стал чемпионом мира по шахматам среди студентов. В 1985 году показал лучший результат на национальном чемпионате по шахматам.
С 1987 по 1995 год работал экономическим директором крупнейшего предприятия по производству бумаги на Кубе. В 1990 году имел бизнес в СССР. С 1995 по 1997 год возглавлял Союз производителей бумаги на Кубе. В 1991 году его роман «Роландос» победил в двух литературных конкурсах в Испании, после чего он оставил экономику и посвятил себя литературе. С 1993 года является членом Государственного союза писателей и художников Кубы. С 1999 по 2002 год был главой издательства «Луминария». В 2000 году получил статус деятеля культуры, и в 2005 году был признан выдающимся членом организации писателей и молодых художников Кубы.
Некоторые из его произведений входят в обязательную учебную программу на факультетах в крупных университетах Испании, Франции, США, Канады, Германии  и других стран. В настоящее время живет в Хатибонико, в провинции Санкти-Спиритус на Кубе.